# Bạc má Somali
Bạc má Somali, tên khoa học Melaniparus thruppi, là một loài chim trong họ Paridae.